# Joséphine Jacquesová-Andréová-Coquinová
Joséphine Jacquesová-Andréová-Coquinová (* 21. září 1990 Aubervilliers, Francie) je francouzská sportovní šermířka, která se specializuje na šerm kordem. Francii reprezentuje od druhého desetiletí jednadvacátého století. V roce 2014 obsadila třetí místo na mistrovství Evropy v soutěži jednotlivkyň. S francouzským družstevem fleretistek vybojovala v roce 2016 druhé místo na mistrovství Evropy.